# Resolution-Klasse
Die Atom-U-Boote der Resolution-Klasse waren die ersten SSBN der Royal Navy für den Einsatz von SLBM. Bis in die 1990er Jahre waren sie das Herzstück der nuklearen Abschreckungspolitik. Sie waren im schottischen Faslane-on-Clyde stationiert.

## Geschichte
Nachdem die Vereinigten Staaten erfolgreich den Einsatz von Mittelstreckenraketen von U-Booten aus erprobt hatten, beschloss auch Großbritannien, in diese Technologie einzusteigen. Der Rüstungskonzern Vickers-Armstrong in Barrow-in-Furness wurde mit der Konstruktion von fünf SSBN beauftragt. Da erste britische Versuche mit seegestützten Mittelstreckenraketen fehlschlugen, beschloss man, die U-Boote mit amerikanischen Polaris A3-Raketen auszustatten. Nach einjährigen Verhandlungen unterzeichneten die USA und Großbritannien 1963 einen Vertrag zum Kauf von 80 Polaris-A3-Mittelstreckenraketen. Diese wurden bis 1970 ausgeliefert. Die Boote der Resolution-Klasse ähnelten der amerikanischen Lafayette-Klasse, da die Amerikaner viel Know-how weitergaben und die Resolution mit den amerikanischen Polaris-Raketen bestückt wurde.
1967 wurde die HMS Resolution als erstes U-Boot der neuen Klasse in Dienst gestellt und umfangreichen Tests unterzogen. Am 15. Februar 1968 startete die HMS Resolution auf der Atlantic Missile Test Range vor Florida erstmals eine Polaris-A3-Rakete. Anschließende Tests im Atlantik und Indischen Ozean wurden im Laufe des Jahres erfolgreich abgeschlossen. Bis 1969 waren alle vier SSBN in Dienst gestellt, der Auftrag für das fünfte U-Boot war 1965 storniert worden.
In den folgenden drei Jahrzehnten patrouillierten die U-Boote ununterbrochen auf den Weltmeeren als Bollwerk gegen die Sowjetunion. Ihre Einsätze unterlagen stets der höchsten Geheimhaltungsstufe. Genaue Informationen hierüber wurden bis heute nicht veröffentlicht. Generell waren jeweils zwei der U-Boote weltweit im Einsatz, während eines in der Basis in Faslane-on-Clyde in Bereitschaft war. Das vierte U-Boot befand sich zu Wartungs- und Reparaturarbeiten ebenfalls in Faslane.
In den 1980er Jahren wurden die SSBN komplett modernisiert, wobei u. a. die moderneren Polaris-A3TK-Raketen eingerüstet wurden. Dennoch nahmen die technischen Probleme im Laufe der Jahre weiter zu, und die Wartungskosten schossen in die Höhe. Bereits Anfang der 1980er Jahre hatte die Regierung die Konstruktion eines Nachfolgemodells in Auftrag gegeben, die Vanguard-Klasse. 1992 wurden die HMS Revenge und Resolution ausgemustert. Ein Jahr später wurde die HMS Vanguard als erstes Schiff der neuen, größeren SSBN-Klasse in Dienst gestellt. Bis 1996 wurden alle U-Boote der Resolution-Klasse durch die vier neuen SSBN der Vanguard-Klasse ersetzt.
Nach der Ausmusterung wurden die Reaktoren entfernt, jedoch stellte sich heraus, dass die Schiffsrümpfe immer noch zu viel ionisierende Strahlung aufwiesen, um sie regulär zu verschrotten. Seitdem liegen die vier U-Boote in einer Werft in Rosyth in Schottland. Im Jahr 2000 begann die Firma Babcock Rosyth Ltd. in einem Pilotprojekt mit der Demontage der HMS Renown, bei dem neue Verfahren der Entsorgung angewendet werden. Wann alle U-Boote zerlegt und entsorgt sein werden, ist bislang unklar.

## Flotte
- S22 HMS Resolution (1967)
- S23 HMS Repulse (1968)
- S26 HMS Renown (1968)
- S27 HMS Revenge (1969)
- HMS Ramillies – storniert